# Stop me if you think you've heard this one before
Stop me if you think you've heard this one before is een single van de Britse alternatieve rockgroep The Smiths. Het nummer stond op de agenda als tweede single van het album Strangeways, here we come uit 1987, maar werd geschrapt in het Verenigd Koninkrijk omdat de hyperbolische zinsnede "plan a mass murder" ("een massamoord voorbereiden") vlak na het bloedbad in Hungerford als ongepast werd geacht. Zanger Morrissey omschreef het nummer als "het geluid van The Smiths op hun hoogtepunt".

## Versie van The Smiths

### Nummers
Alle muziek en teksten zijn geschreven door Morrissey en Johnny Marr. 
| Nr. | Titel                                             | Duur |
| --- | ------------------------------------------------- | ---- |
| 1.  | Stop me if you think you've heard this one before | 3:33 |
| 2.  | Work is a four-letter word                        | 2:47 |
| 3.  | Girlfriend in a coma                              | 2:02 |
| 4.  | I keep mine hidden                                | 1:57 |

| Nr. | Titel                                             | Duur |
| --- | ------------------------------------------------- | ---- |
| 1.  | Stop me if you think you've heard this one before | 3:31 |
| 2.  | Pretty girls make graves (early cello version)    | 3:35 |
| 3.  | Some girls are bigger than others (live)          | 5:03 |

| Nr. | Titel                                             | Duur |
| --- | ------------------------------------------------- | ---- |
| 1.  | Stop me if you think you've heard this one before | 3:33 |
| 2.  | Girlfriend in a coma                              | 2:02 |

| Nr. | Titel                                             | Duur |
| --- | ------------------------------------------------- | ---- |
| 1.  | Stop me if you think you've heard this one before | 3:31 |
| 2.  | Pretty girls make graves (vroege celloversie)     | 3:35 |

| Nr. | Titel                                             | Duur |
| --- | ------------------------------------------------- | ---- |
| 1.  | Stop me if you think you've heard this one before | 3:32 |
| 2.  | I keep mine hidden                                | 1:57 |

### Bezetting
- Morrissey - zang
- Johnny Marr - gitaar
- Andy Rourke - basgitaar
- Mike Joyce - drumstel

## Versie van Mark Ronson
Stop me if you think you've heard this one before werd in 2007 door de Britse muzikant Mark Ronson herwerkt als Stop me. Deze neo-soulversie werd op 2 april 2007 uitgebracht als single en bereikte de 2e plaats op de UK Singles Chart. In de cover, die wordt gezongen door de Australische zanger Daniel Merriweather, wordt het Smiths-nummer aangevuld met het refrein van You keep me hangin' on van The Supremes.

### Nummers
| Nr. | Titel        | Duur |
| --- | ------------ | ---- |
| 1.  | Stop me      | 3:54 |
| 2.  | No one knows | 4:40 |

| Nr. | Titel                                | Duur |
| --- | ------------------------------------ | ---- |
| 1.  | Stop me                              | 3:54 |
| 2.  | Stop me (a Chicken Lips malfunction) | 7:05 |
| 3.  | Stop me (Dirty South remix)          | 8:24 |
| 4.  | No one knows                         | 4:40 |